# بند کش سند
بند کش سند مربوط به سده‌های متاخر دوران‌های تاریخی پس از اسلام است و در شهرستان ایرانشهر، بخش مرکزی، دهستان نایگن، ۸/۵ کیلومتری جنوب اله آباد نایگون واقع شده و این اثر در تاریخ ۲۶ اسفند ۱۳۸۷ با شمارهٔ ثبت ۲۵۹۲۱ به‌عنوان یکی از آثار ملی ایران به ثبت رسیده است.